# Omdat-motief
Een omdat-motief (Weil-Motiv) is de reactie op gebeurtenissen uit het verleden. Dit gaat vooraf aan handelen 'omdat' zaken hebben plaatsgevonden. Deze reactie is in meerdere of mindere mate bewust, waardoor de benodigde handelingen ook in die mate voorbereid kunnen worden.
Alfred Schütz onderscheidde dit motief van het opdat-motief dat voortkomt uit de wens om een bepaald doel te bereiken. Het opdat-motief is gebaseerd op verwachtingen over de toekomst.
Als het omdat-motief volgt op het opdat-motief en voor beide partijen betekenis heeft, dan is er sprake van interactie. Zo is het uitsteken van een hand bij een ontmoeting een handeling 'opdat' de ander dit als groet opvat, terwijl de beantwoording hiervan tot stand komt 'omdat' de eerste een hand uitstak.